# Katholischer Volksbund
Der Katholische Volksbund war eine 1905 entstandene Organisation österreichischer Katholiken.

## Geschichte
Auf dem 5. Österreichischen Katholikentag, der im Oktober 1905 in Wien stattfand, wurde ein Zentralkomitee als nichtpolitische Zentralorganisation der österreichischen Katholiken errichtet. Einer der Begründer dieses Komitees war der Professor und Regierungsrat Josef Plöchl (1861–1925). Im Jahr 1908 erhielt das Komitee den Beinamen Katholischer Volksbund, unter dem es in weiterer Folge vorwiegend bekannt war. Des Weiteren wurde im Anschluss an den 5. Österreichischen Katholikentag der sogenannte Piusverein Österreichs zur Stärkung der katholischen Presse ins Leben gerufen. Gründer hierbei waren neben dem Jesuitenpater Viktor Kolb (1856–1928) auch Eduard Michl, der nur drei Wochen nach Kolb im Alter von 76 Jahren starb († 1928).
Nachdem der Katholische Volksbund und der Piusverein bereits in der Vergangenheit eng zusammengearbeitet hatten (der Piusverein hatte bis zum Ausbruch des Ersten Weltkriegs bereits um die 1.000 Ortsgruppen in der österreichischen Reichshälfte von Österreich-Ungarn), vereinigten sich beide Organisationen 1919 zum Volksbund der Katholiken Österreichs – Vereinigter Piusverein und katholischer Volksbund.
1929 gründete der Katholische Volksbund mit der Christlichsozialen Partei als Herausgeber das sogenannte Kleine Volksblatt, ein Gegenstück zum Kleinen Blatt der SDAP. Das Kleine Volksblatt brachte es auf eine tägliche Auflage von 92.000 und war damit neben der Wiener Kirchenzeitung (Wochenauflage: 250.000 Stück) das größte unter den damals noch vielen publizistischen Medien des österreichischen Katholizismus.
Zu Beginn der 1930er Jahre gab es in Österreich noch 219 Katholische Vereinigungen, die allesamt in den beiden Dachorganisationen Katholische Aktion (gegründet von Papst Pius XI. im Jahre 1922) und Volksbund der Katholiken organisiert waren.
Als Volksbund der Katholiken Österreichs blieb die Organisation bis zum Anschluss Österreichs 1938 bestehen und wurde in weiterer Folge aufgelöst.